# De Borgia
De Borgia é uma Região censo-designada localizada no estado americano de Montana, no Condado de Mineral.

## Demografia
Segundo o censo americano de 2000, a sua população era de 69 habitantes.

## Geografia
De acordo com o United States Census Bureau tem uma área de
14,8 km², dos quais 14,8 km² cobertos por terra e 0,0 km² cobertos por água.

## Localidades na vizinhança
O diagrama seguinte representa as localidades num raio de 36 km ao redor de De Borgia.